# Antoine de Fournas
Pour les articles homonymes, voir Fournas.
Antoine de Fournas, né le 8 juillet 1803 à Hennebont (Morbihan) et décédé le 7 mai 1871 dans la même ville, est un homme politique français.

## Biographie
Entré à l'école militaire de Saint-Cyr en 1819, il quitte l'armée en 1830 et s'occupe de la gestion de ses propriétés. Conseiller général du canton de Plouay, il est député du Morbihan de 1848 à 1849, siégeant à droite avec les légitimistes.

### Sources
- « Antoine de Fournas », dans Adolphe Robert et Gaston Cougny, Dictionnaire des parlementaires français, Edgar Bourloton, 1889-1891 [détail de l’édition]
- Sa fiche sur le site de l'Assemblée nationale